# بازوی مکانیکی

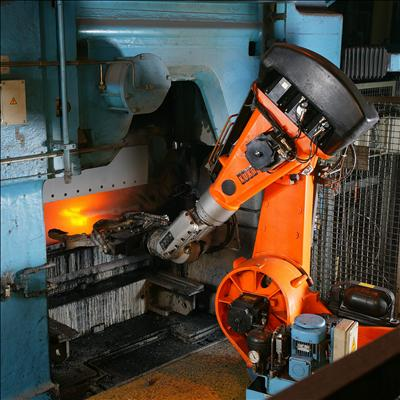
اتوماسیون در صنعت ریخته‌گری، ربات مقاوم در برابر حرارت

بازوهای مکانیکی (Manipulator) از رابط‌های صلبی تشکیل می‌شوند که به وسیلهٔ مفصل‌هایی که حرکت نسبی رابط‌های مجاور را ممکن می‌سازند، به یکدیگر اتصال یافته‌اند. بازوهای مکانیکی توانایی انجام عملیات از پیش برنامه‌ریزی شدهٔ متنوعی را در صنایع مختلف دارند.
بازوهای مکانیکی ماهر در طی سال‌های اخیر به شکل قابل ملاحظه‌ای تکمیل یافته و پیشرفت کرده‌اند. کار کردن با آن‌ها و نیز تعمیر و نگهداری‌شان آسان‌تر شده و ارتباط متناسب و بهینه‌ای میان توان، کنترل‌پذیری و مهارت آن‌ها ایجاد گشته‌است.

## کاربردهای بازوهای مکانیکی ماهر
در انتهای زنجیره رابط‌های تشکیل دهنده بازوی مکانیکی مجری نهایی وجود دارد که بر حسب کاربردی که از ربات انتظار می‌رود می‌تواند گیره یا چنگک یا ابزارهای دیگری از جمله لوازم برشکاری، جوشکاری و نظیر آن باشد. از این لحاظ بازوهای مکانیکی ماهر متنوعی وجود دارند که گونه‌های وسیعی و متفاوتی از کاربردهای صنعتی و نیز تحقیقاتی را را پوشش می‌دهند. این کاربردها شامل انجام فعالیت‌های متنوع مونتاژ، برشکاری و جوشکاری در خطوط تولید تا انجام عملیات متنوع زیرآبی – نظیر نصب در ربات زیرآبی - مانند گرفتن و دنبال‌کردن کابل یا سیم، یا محبوس کردن اجسام یا نمونه‌های پیچیده‌ای چون برقراریِ اتصال‌های خطوط الکتریکی یا هیدرولیکی هستند.

## ملاحظات طراحی و ساخت
در انتخاب بازوهای مکانیکی آنچه اهمیت دارد این است که ساده‌ترین نمونهٔ ممکن که بتواند وظیفه محوله را در زمان مطلوب انجام دهد، گزینش گردد. پیچیدگی طراحی ربات در عین افزایش قابلیت‌های عملکرد می‌تواند مشکلاتی در کنترل، هدایت و نیز اطمینان و دقت دستگاه و نیز تعمیر و نگهداری آن ایجاد نماید. انتخاب و تکمیل مجموعه بازوهای مکانیکی ماهر امر پیچیده‌ای است و طراح ربات باید نکات فراوانی را لحاظ نماید. تعداد و انواع بازوهای مورد نیاز، محل قرارگیری، نوع کنترلر، محدودهٔ فضای عملکرد، حداکثر و حداقل نقطه دست‌رسی و نوع و ساختار کنترل بازوها توسط کاربر، از آن جملهٔ این موارد است.